# Mistral (rachetă)
Racheta antiaeriană ușoară transportabilă (în franceză Missile transportable antiaérien léger), prescurtată Mistral, este o rachetă sol-aer cu rază foarte scurtă de acțiune de tip „trage și uită”, ghidată prin infraroșu. Poate fi utilizată și împotriva ambarcațiunilor rapide sau a vehiculelor terestre.
Se deosebește de alte sisteme portabile de apărare aeriană prin faptul că necesită o stație de tragere și nu poate fi trasă de pe umăr. Această stație de tragere poate fi configurată individual, pe vehicule terestre, pe nave de război sau pe elicoptere.
Rachetele Mistral sunt fabricate de Matra (1941–2003) (care a devenit MBDA), iar prima sa versiune a fost pusă în serviciu în Armata Franceză în 1989.

## Istorie
Dezvoltarea unei rachete sol-aer cu rază foarte scurtă de acțiune pentru armata franceză a fost lansată în 1974. Designul specific al rachetei Mistral a fost decis în 1979, după ce Armata Franceză a constatat că rachetele cu ghidare în infraroșu erau mai eficiente și mai economice pentru războiul antiaerian cu toate armele decât tunurile cuplate de calibru 20 mm ghidate de radar.